# Vibia Sabina
Vibia Sabina (overleden 136) was de vrouw van keizer Hadrianus en keizerin in Rome. 
Zij was een dochter van Matidia, een nicht van keizer Trajanus, die zelf geen kinderen had. Door deze verwantschap met de keizer was Vibia Sabina voorbestemd voor het politieke huwelijk met Hadrianus, de opvolger van Trajanus. Het huwelijk werd gearrangeerd door Pompeia Plotina, de echtgenote van Trajanus. 
Het huwelijk vond plaats in 100, waardoor Hadrianus' positie als opvolger versterkt werd. Het werd een ongelukkig huwelijk. Zij begeleidde haar man wel op zijn zeer frequente tournees door de provincies, maar Hadrianus besteedde weinig aandacht aan haar en toonde zelfs openlijk meer belangstelling voor andere getrouwde vrouwen en jonge mannen als Antinoüs. Het huwelijk bleef kinderloos.
Sabina's overspelige avonturen werden echter niet geduld. Als gevolg van te intieme relaties werd de prefect van de pretoriaanse garde (Septicius Clarus) ontslagen en de historicus Suetonius de toegang tot de keizerlijke archieven ontzegd.
De natuurlijke dood van Sabina in 136 werd vanaf het begin in twijfel getrokken en het is mogelijk dat Hadrianus haar heeft vergiftigd, zoals de geruchten gingen, of dat zij zelfmoord heeft gepleegd.